# Puente del Conde (río Almonte)
El puente del Conde es un puente sobre el río Almonte, entre los municipios españoles de Aldeacentenera y Cabañas del Castillo, en la provincia de Cáceres. Construido en el siglo XV, cuenta con el estatus de bien de interés cultural.

## Historia
La historia de esta obra de ingeniería fue estudiada por José Ignacio Plaza Rodríguez, en su libro Un rincón entrañable de Extremadura: Aldea Nueva de Centenera y las villas de su entorno (Aldeacentenera, 2001), y en el artículo «Un monasterio, Guadalupe, y una abadía, Cabañas del Castillo, en los límites jurisdiccionales de la ciudad de Trujillo» (Coloquios Históricos de Extremadura, Cáceres, 1991).
El puente fue sufragado por el señor de Oropesa, Fernando Álvarez de Toledo, con permiso del concejo de Trujillo. El mismo se inició durante el reinado de Enrique IV, y se finalizó en tiempos del reinado de los Reyes Católicos. El puente fue restaurado en 1990.
El 18 de mayo de 2021 fue declarado Bien de Interés Cultural, con la categoría de Monumento, mediante un decreto publicado el 29 de junio de ese mismo año en el Boletín Oficial del Estado.

## Descripción
El puente se sitúa en un meandro del río Almonte, ubicado en un cañón, que arrastra multitud de rocas sedimentarias, dando lugar a un paisaje muy característico. La vegetación en una orilla y otra es completamente distinta: mientras que la sur es adehesada, en la orilla norte predomina el matorral. Se halla en el camino que unía la zona de Trujillo con la comarca de Las Villuercas y las poblaciones de Roturas, Cabañas del Castillo, Solana, Navezuelas y Guadalupe. Actualmente existe un nuevo puente, a escasos doscientos metros, en la carretera que une la localidad de Aldeacentenera con Retamosa.
El puente está construido mediante fábrica de ladrillo y mampostería de pizarra. El inmueble está catalogado en el Inventario de Puentes de Extremadura (Cáceres, 2011) con el número 01101.
El puente tiene planta recta y perfil alomado. Su longitud es de 65 m, mientras que su altura máxima es de 9,5 m. Posee cinco ojos con sus bóvedas, cuatro de medio punto y una apuntada. El material de construcción es, sobre todo, la mampostería de pizarra, y también el ladrillo. Los ojos del puente se construyen mediante lajas de pizarra colocadas en sardinel a modo de ladrillos. También posee tres aliviaderos adintelados, dos en la orilla sur, y uno en la norte, cuestión importante si tenemos en cuenta que el río, como todos los de acusado régimen pluvial, experimenta crecidas irregulares en otoño e invierno. Los tímpanos son macizos, y los pretiles rematan en albardillas de losas de pizarra. Los estribos tienen tajamares triangulares y circulares, rematados con sombreretes piramidales y cónicos. La calzada, restaurada, es de enrollado, realizada mediante cantos de río colocados de forma preciosista.
Bajo uno de los aliviaderos, en la orilla norte, se conservan las bases de los estribos de lo que debió de ser parte de la obra original, destruida por alguna riada, o de un pequeño puente de una etapa anterior del que no hay noticia. También son visibles varias inscripciones de difícil lectura inscritas en mortero de cal, que señalan varias fechas de restauraciones (entre ellas una de 1797, según Plaza Rodríguez), correspondientes a reconstrucciones sucesivas.
Los materiales utilizados son la pizarra y los cantos de río, además del mortero de tierra. En su lado norte, el puente desemboca en un camino con muros de cerramiento y suelo de piedra, que conforma una única estructura con el puente (por lo que es parte del bien de interés cultural), el cual va a dar al molino. En la parte que mira al río, el talud que separa camino y río está revestido de piedra, siendo esta una solución constructiva de gran valor y originalidad, característica de la arquitectura civil y militar de los siglos XVII y XVIII.